# Kasserine
Kasserine (in arabo Al-Qasrayn, القصرين) è una città della Tunisia centro-occidentale, capitale del governatorato omonimo. Si trova ai piedi del Djebel Chambi (punta culminante della Tunisia a 1.544 metri), la più alta montagna della Tunisia, e comprendeva tre circondari (arrondissement): Kasserine, Cité Ennour e Ezzouhour. Con decreto di dicembre 2015 gli ultimi due sono diventati dei propri comuni

## Geografia
Situata a 660-700 metri di quota, la città si trova fra tre monti: Djebel Semmama (1314 m) a 30 km in linea d'aria a nord,  Djebel Chambi (1544 m) a 15 km nordovest e Djebel Selloum (1373 m) 15 km a sudest.

## Quartieri
La città di Kasserine è divisa in più quartieri:
El Arich,
Città Ennour,
Città Essalem,
Città Ezzouhour,
Città El Bassatine,
Città El Fath,
Città El Karma,
Città El Khadhra,
Città El Manar,
Città Olimpica (Cité Olympique),
Città Zouhour.
L'abitato fa parte di due diverse delegazioni: Delegazione di Kasserine Nord e delegazione di Ezzouhour. Quest'ultima è formata unicamente dalla parte sud ovest della città.

## Storia

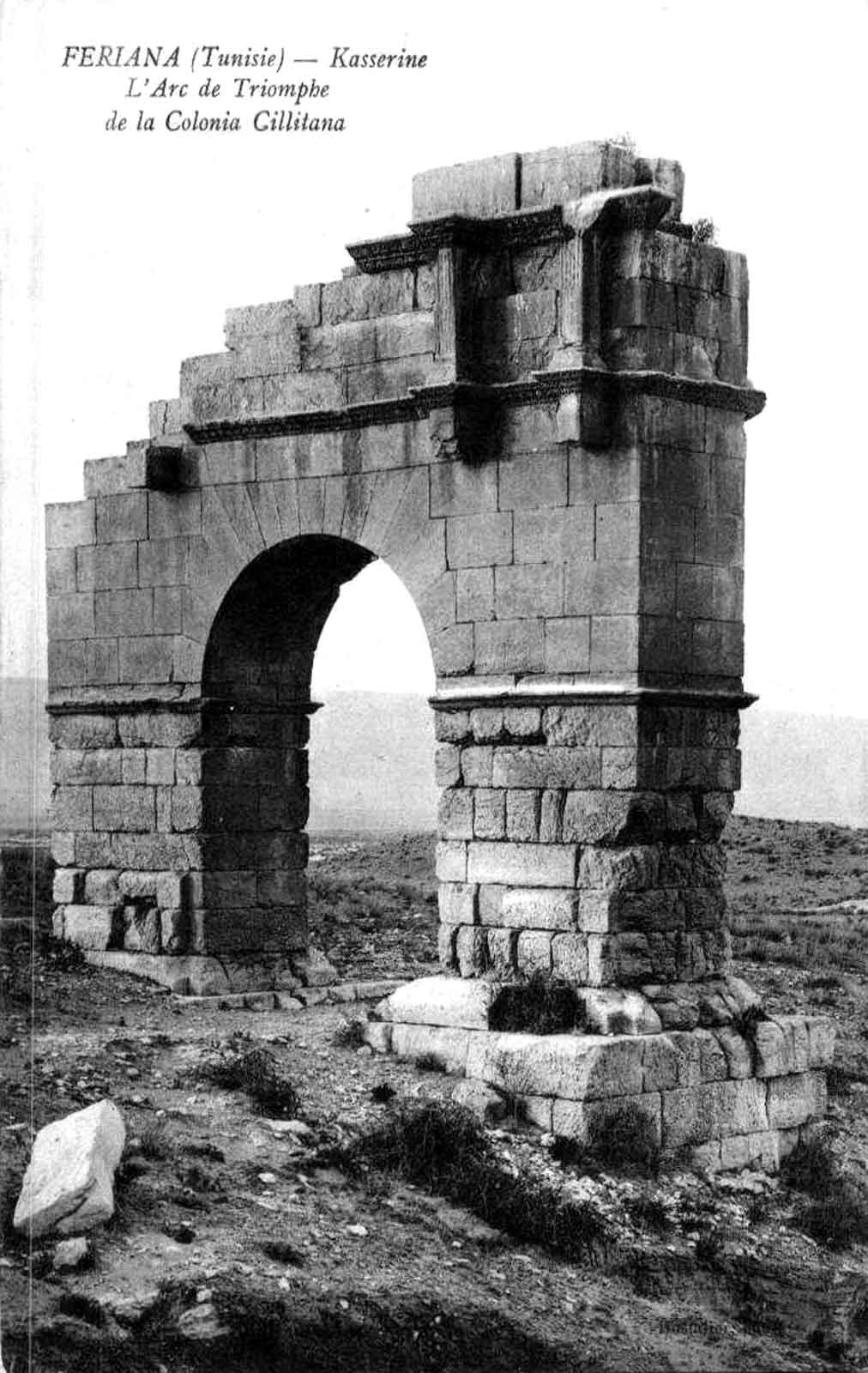
Arco di Trionfo della Colonia Cillilana

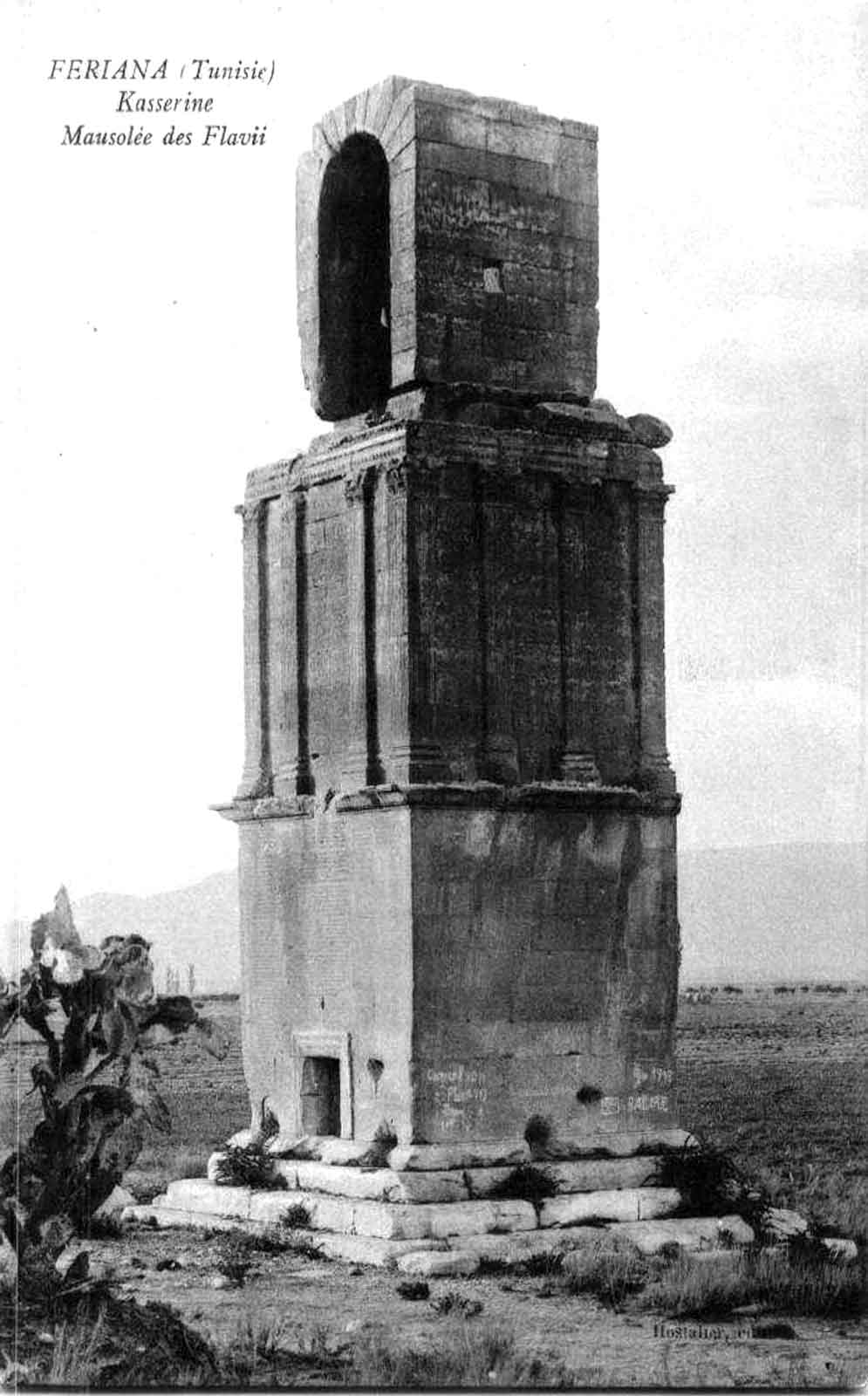
Mausoleo dei Flavii

A Kasserine si trova un esempio di antica città che deve la sua celebrità al ruolo strategico, politico ed economico che ha giocato in quel periodo storico. Conosciuta sotto il nome di Cilium o di Scilli sotto l'Impero romano, la città è stata edificata verso l'anno 80, sotto il regno dell'imperatore Vespasiano, fondatore della dinastia dei Flavi.
Nei pressi della città si è tenuta nella seconda guerra mondiale la celebre battaglia del passo di Kasserine.

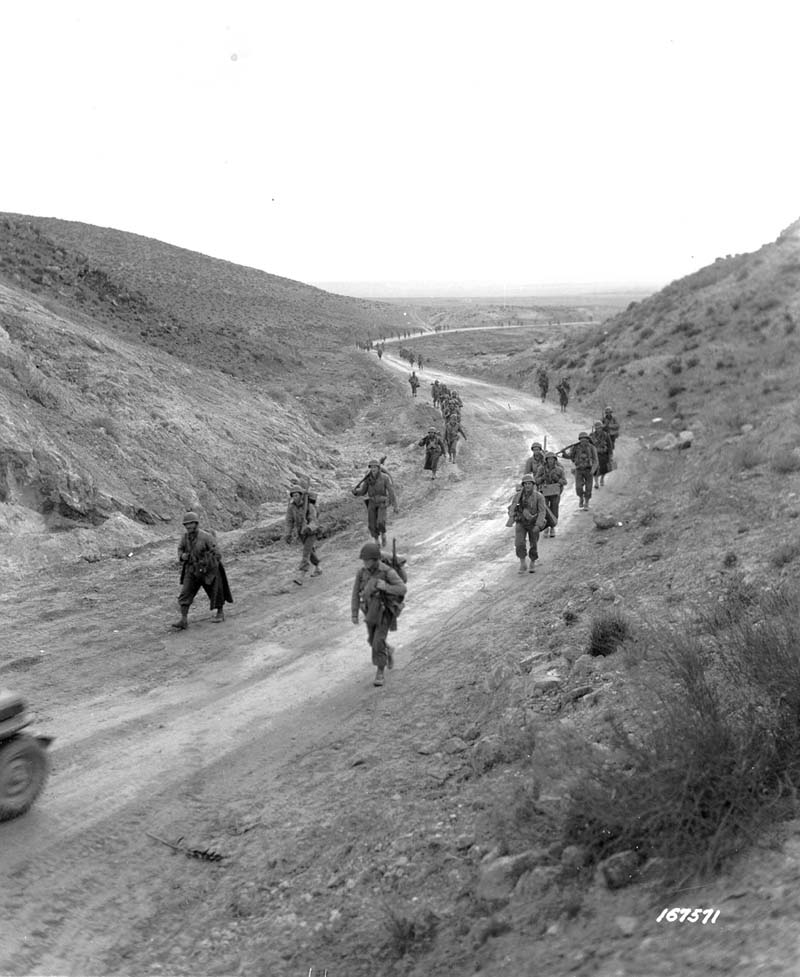
Secondo battaglione del 16º reggimento di Fanteria dell'Armata di terra degli Stati Uniti che marciano attraverso il Passo di Kasserine in direzione di Kasserine e Feriana

I moti di ribellione del 2010 (detti anche Rivoluzione dei Gelsomini) che hanno portato alla caduta del vecchio regime cominciarono a Kasserine oltre che a Sidi Bouzid.